# Bicorb

Representació del Neolític (fa uns 6.000 anys) de la recol·lecció de la mel segons una pintura de paret a la Cova de l'Aranya a Bicorp

Bicorb (oficialment Bicorp) és un municipi del País Valencià de la comarca de la Canal de Navarrés.

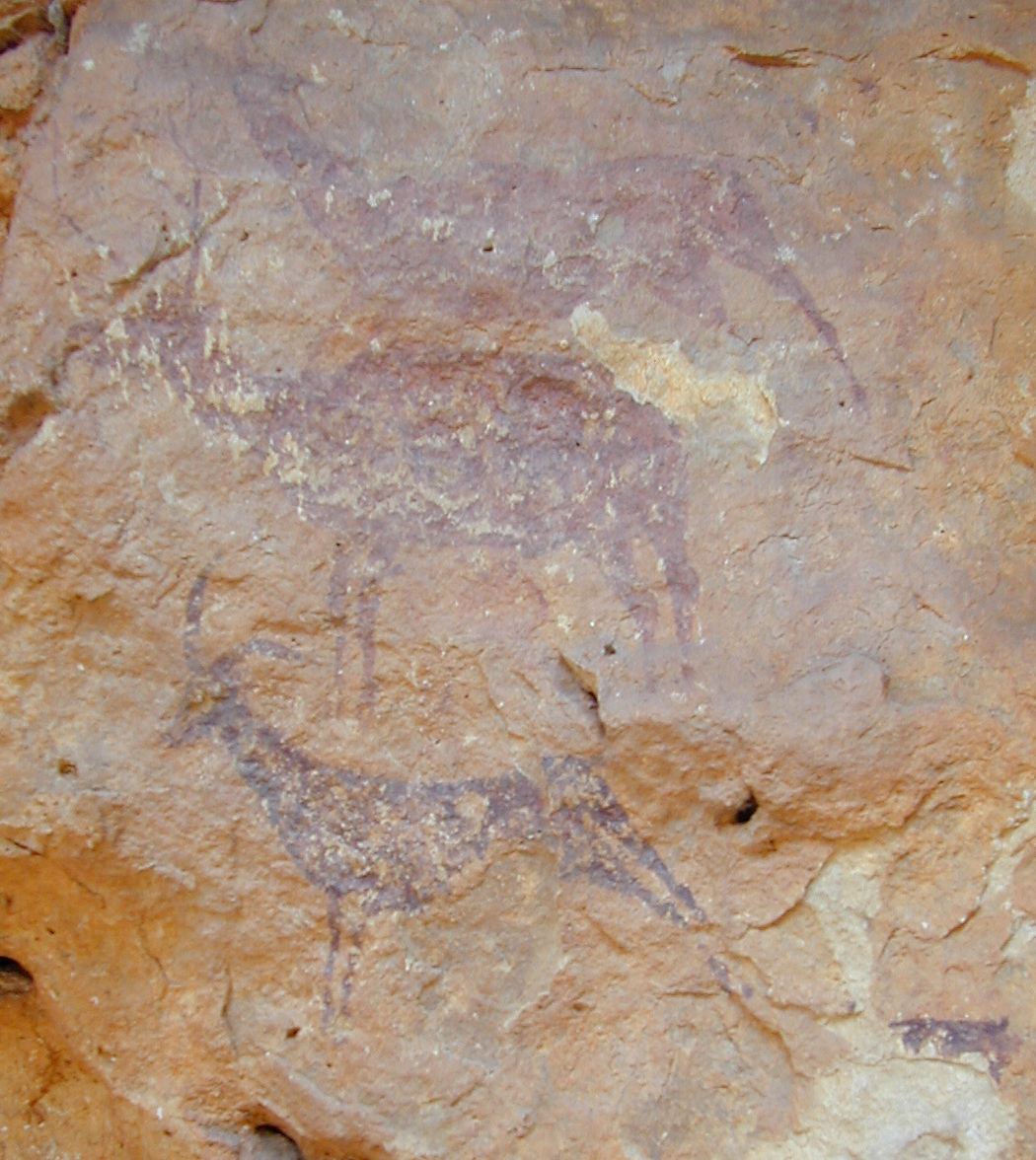
Cova de l'Aranya

Limita amb Millars i Quesa (a la mateixa comarca), Aiora, Cortes de Pallars i Teresa de Cofrents (a la comarca de la Vall de Cofrents).

## Geografia
Està situat entre el riu Escalona i el Massís del Caroig. Emplaçat sobre un tossal baixet, està envoltat quasi completament per un meandre que forma el Barranc Bru.
Té un clima mediterrani, encara que presenta algun tret del clima continental, conseqüència de la ubicació allunyada del litoral; els vents dominants són sud-est i nord-est, el gregal provoca pluges, generalment de novembre a maig.
El patrimoni natural de Bicorb és abundant, presenta un gran massís muntanyós on destaquen les grans masses forestals de pi blanc i roig. Zones de carrasca, fleix, amb sotabosc molt dens, predominant la coscolla, argelaga, romaní, estepa, llentiscle, margalló, espart, ginebre entre d'altres.
Cap al nord del terme municipal es troba la Reserva Nacional de Caça, que aprofitant la gran massa forestal, es va crear per a la pervivència d'animals com la cabra o el mufló. Altra fauna característica són els senglars, conills, guineus, genetes, gat salvatge, llebres, perdius, àguila real, falcó pelegrí, etc.
Transcorren pel terme municipal els rius Frare, Ludey, Cazuma i el barranc Bru.
Les altures més significatives són: Toro (893 m), Santís (949 m), Hongares (842 m), La Cazmilla (986 m) i la Mola de Bicorb (904 m).

## Història
Antiga alqueria musulmana que fou incorporada al Regne de València amb la conquesta de Jaume I (1208-1276); qui l'any 1259 va donar les alqueries de Bicorb i Benedrís, de l'àrab Benidrix, (fill de Jonàs), a Sanxo Martínez d'Oblites. En 1392 Martí Sanxis d'Orís, del llinatge Orís, posseïa el lloc que posteriorment, prèvia facultat reial, fou vinculat per Lluís Castellar de Vilanova. Fou centre de la baronia de Bicorb i, des de 1574, rectoria de moriscs segons el cens de Caracena. En 1609 hi havia 180 famílies, que es rebel·laren contra el decret d'expulsió. Durant la rebel·lió, el poble va sofrir l'assalt, el saqueig i l'incendi del castell. La repoblació postmorisca només va reocupar 37 cases amb cristians vells. El senyor de Bicorb, Lluís de Vilanova va participar en els combats del rei contra els agermanats a Xàtiva. La baronia tingué com a successius senyors els Castellví, els Frígola, els López de Ayala i els Muguiro. L'11 d'agost de 1961 es va autoritzar l'ajuntament a dotar-se d'escut heràldic.

## Demografia
| 1990 | 1992 | 1994 | 1996 | 1998 | 2000 | 2002 | 2004 | 2005 | 2007 | 2011 |
| ---- | ---- | ---- | ---- | ---- | ---- | ---- | ---- | ---- | ---- | ---- |
| 743  | 702  | 701  | 697  | 696  | 676  | 664  | 645  | 643  | 603  | 575  |

## Economia
L'agricultura i la ramaderia són sectors importants de l'economia de Bicorb. En l'agricultura es cultiva principalment oliveres, ametlers i, en menor mesura, vinya i garroferes; a més, s'hi conreen hortalisses i arbres fruiters com ara tarongers, pereres, pomeres i cirerers, entre d'altres. La ramaderia ha prosperat molt, havent-hi granges de porcs, de pollastres i de conills.
Altres fonts d'ingressos són una fàbrica de filats, un taller de confecció i diverses empreses de construcció.

## Política i govern

### Composició de la Corporació Municipal
El Ple de l'Ajuntament està format per 7 regidors. En les eleccions municipals de 26 de maig de 2019 foren elegits 6 regidors del Partit Socialista del País Valencià (PSPV-PSOE) i 1 del Partit Popular (PP).
| Eleccions municipals de 26 de maig de 2019 - Bicorb                                                                 |                                          |                                     |                                     |      |          |          |
| Candidatura | Candidatura                              | Candidatura                         | Cap de llista                       | Vots | Vots     | Regidors |
| | Partit Socialista del País Valencià-PSOE |                                     | Josefina García Pérez               | 277  | 76,31%   | 6 (+2)   |
| | Partit Popular                           |                                     | Fernando Ruano Mayans               | 72   | 19,83%   | 1 (-2)   |
| | Vots en blanc                            |                                     |                                     | 14   | 80,47%   |          |
| Total vots vàlids i regidors                                                                                        | Total vots vàlids i regidors             | Total vots vàlids i regidors        | Total vots vàlids i regidors        | 363  | 100 %    | 7        |
| | Vots nuls                                | Vots nuls                           | Vots nuls                           | 16   | 4,22%    |          |
| Participació (vots vàlids més nuls)                                                                                 | Participació (vots vàlids més nuls)      | Participació (vots vàlids més nuls) | Participació (vots vàlids més nuls) | 379  | 80,47%** |          |
| Abstenció | Abstenció                                | Abstenció                           | Abstenció                           | 92*  | 19,53%** |          |
| Total cens electoral                                                                                                | Total cens electoral                     | Total cens electoral                | Total cens electoral                | 471* | 100 %**  |          |
| Alcaldessa: Josefina García Pérez (PSPV) (15/06/2019) Per majoria absoluta dels vots dels regidors (6 vots de PSPV) |                                          |                                     |                                     |      |          |          |
| Fonts: JEC, JEZ Xàtiva, Periòdic Ara. (* No són vots sinó electors. ** Percentatge respecte del cens electoral.)    |                                          |                                     |                                     |      |          |          |

### Alcaldia
Des de 2015 l'alcaldessa de Bicorb és Josefina García Pérez, del Partit Socialista del País Valencià (PSPV-PSOE).
| Període                       | Alcalde o alcaldessa     | Partit polític | Data de possessió | Observacions |
| ----------------------------- | ------------------------ | -------------- | ----------------- | ------------ |
| 1979–1983                     | Francisco Canto García   | PSPV-PSOE      | 19/04/1979        | --           |
| 1983–1987                     | Severino Mercé Domènech  | PSPV-PSOE      | 28/05/1983        | --           |
| 1987–1991                     | Vicente Martínez Tortosa | PSPV-PSOE      | 30/06/1987        | --           |
| 1991–1995                     | Vicente Martínez Tortosa | PSPV-PSOE      | 15/06/1991        | --           |
| 1995–1999                     | Vicente Martínez Tortosa | PSPV-PSOE      | 17/06/1995        | --           |
| 1999–2003                     | Pascual Gandía Sotos     | PP             | 03/07/1999        | --           |
| 2003–2007                     | Pascual Gandía Sotos     | PP             | 14/06/2003        | --           |
| 2007–2011                     | Pascual Gandia Sotos     | AIB            | 16/06/2007        | --           |
| 2011–2015                     | Fernando Ruano Mayans    | PP             | 11/06/2011        | --           |
| 2015–2019                     | Josefina García Pérez    | PSPV-PSOE      | 13/06/2015        | --           |
| 2019-2023                     | Josefina García Pérez    | PSPV-PSOE      | 15/06/2019        | --           |
| Des de 2023                   | n/d                      | n/d            | 17/06/2023        | --           |
| Fonts: Generalitat Valenciana |                          |                |                   |              |

## Monuments

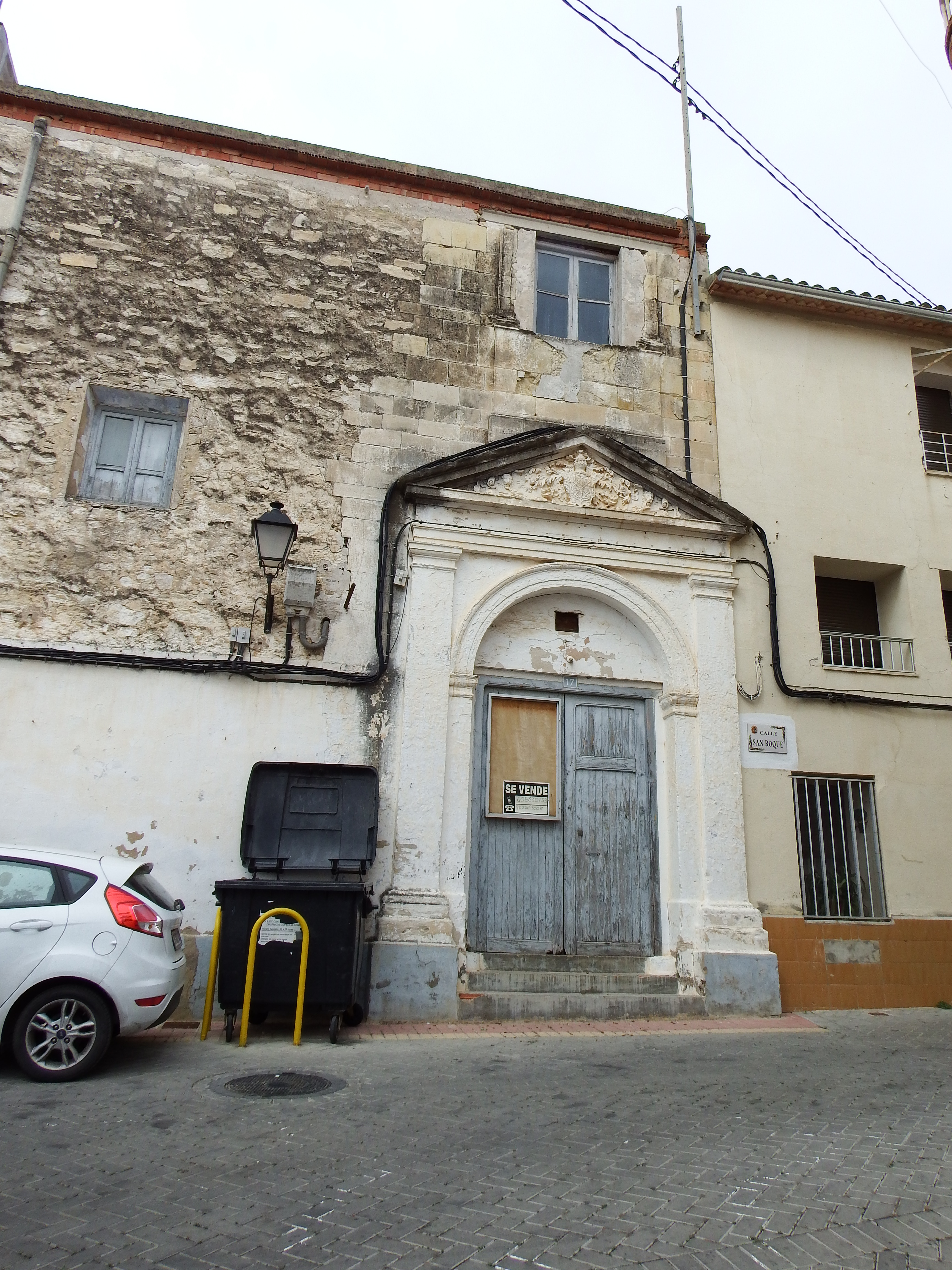
Puerta del Castillo

- Puerta del CastilloEsglésia de Sant Joan Evangelista. Segle XVI.
- La Puerta del Castillo. Nom amb què es coneixen les escasses deixalles de la casa del comte de Castellar, que s'aixecà en el segle xvii sobre les restes del castell musulmà.
- Fort de les Pedrizas. Fortificació situada a prop dels nucli urbà aixecat per lluitar contra la revolta morisca. En absolut estat de ruïna.
- Azud de los Moros i Charco de los Morteros. Obra morisca.

## Llocs d'interés
- Cova de l'Aranya, patrimoni de la humanitat, datada entre 1300- 1500 aC, és una de les més importants representacions de l'art rupestre amb la seua famosa escena de la recol·lecció de la mel.
- Massís del Caroig (1.125 msnm) travessat per una ruta ciclista de molta anomenada.
- Poblats de Calderón, la Rotura i els Morcones, tots tres de l'edat del bronze.
- Rincón del Jinete. Microrreserva de flora

## Museu
- Ecomuseu de Bicorb. Creat per a la difusió i recuperació dels recursos patrimonials.

## Festes i celebracions
- Festes Patronals. En honor de la Santa Creu i a Sant Joan Evangelista, patrons de la població. Es realitzen del 3 al 5 de maig (actualment han passat al primer cap de setmana de maig). És típic el repartiment de rotllos beneïts en la porta de l'església

- Festes d'Agost. Tenen lloc del 10 al 20 d'agost, dedicades a La nostra Senyora de l'Assumpció, Sant Roc i Santa Cecilia, en les quals es fan cercaviles, processons i revetlles. El 18 d'agost es realitza una desfilada de moros i cristians.

## Fills il·lustres
- Armando Mercé Vidal (Bicorp, 1972), conegut com a Armando, pilotari valencià de raspall.
- Mar Giménez Gascó (Bicorp, 2000), pilotari.